# Naval Strike Missile
Naval Strike Missile (NSM) är en sjömål- och kryssningsrobot producerat av Kongsberg Defence & Aerospace under Kongsberg Gruppen. NSM startade som utvecklingsprojekt för Sjøforsvaret, med syfte att utveckla en mellandistans-kryssningsrobot för maritima mål, men blev fr.o.m 2016 också operativt som kryssarrobot mot landmål.
Enligt i 2020 var NSM det enda femtegenerations precisionsvapen med lång räkkvidd (över 100 nautiska mil/185 kilometer).
Centrala egenskaper på NSM är stealth och det producenten själv kallar överlägsen manövreringsförmåga, sensorförmåga och räknekraft - en kombination som ska göra missilen i stånd till att behöva genom de mest avancerade luftvärn.

## Utveckling
Roboten har utvecklats genom 13 år, och har som syfte att träffa mål på långt avstånd med stor precision. Det har kostat Norge två miljarder kronor och elva provuppskjutningar att utveckla vapnet. Ursprungligt namn på projektet NSM var "Nytt sjømålsmissil". Det har också blivit omtalat som "Norsk sjømålmissil". Senare blev det givit marknadsnamnet "Naval Strike Missile".
Missilen var ursprungligen tänkt användas på det norska Sjøforsvarets nya missiltorpedbåtar av Skjold-klassen, men är nu även installerat på de nya fregatterna av Fridtjof Nansen-klassen  Roboten har ett nyutvecklad stridshuvud av samma storlek och vikt som de äldre Penguin-missilerna, men det är mer effektivt och slagkraftigt. Därtill har NSM en passivt termiskt bilddanande sökare, vilket betyder att missilen styr sig in mot och registrerar värmestrålning över ett stort område, och därefter överväger målet självt. På det sättet kan det bland annat skilja mellan olika fartyg och undvika att träffa civila sådana. Roboten ska enligt producenten ha ett räckvidd i överkant av 185 km.

## Tekniskt
Lasern som sitter i det stabiliserade huvudet pekar ner på sjön och estimerar våghöjd så att missilen kan flyga nära vattenytan utan att hamna i vattnet även vid höga vågor. Detta kombineras med den bilddanande IR-sökaren som möjliggör för roboten att igenkänner och styr sig in mot rätt mål och därefter anpassar tändrör, träffpunkt och manövrering/taktik till det aktuella målet.

## Varianter

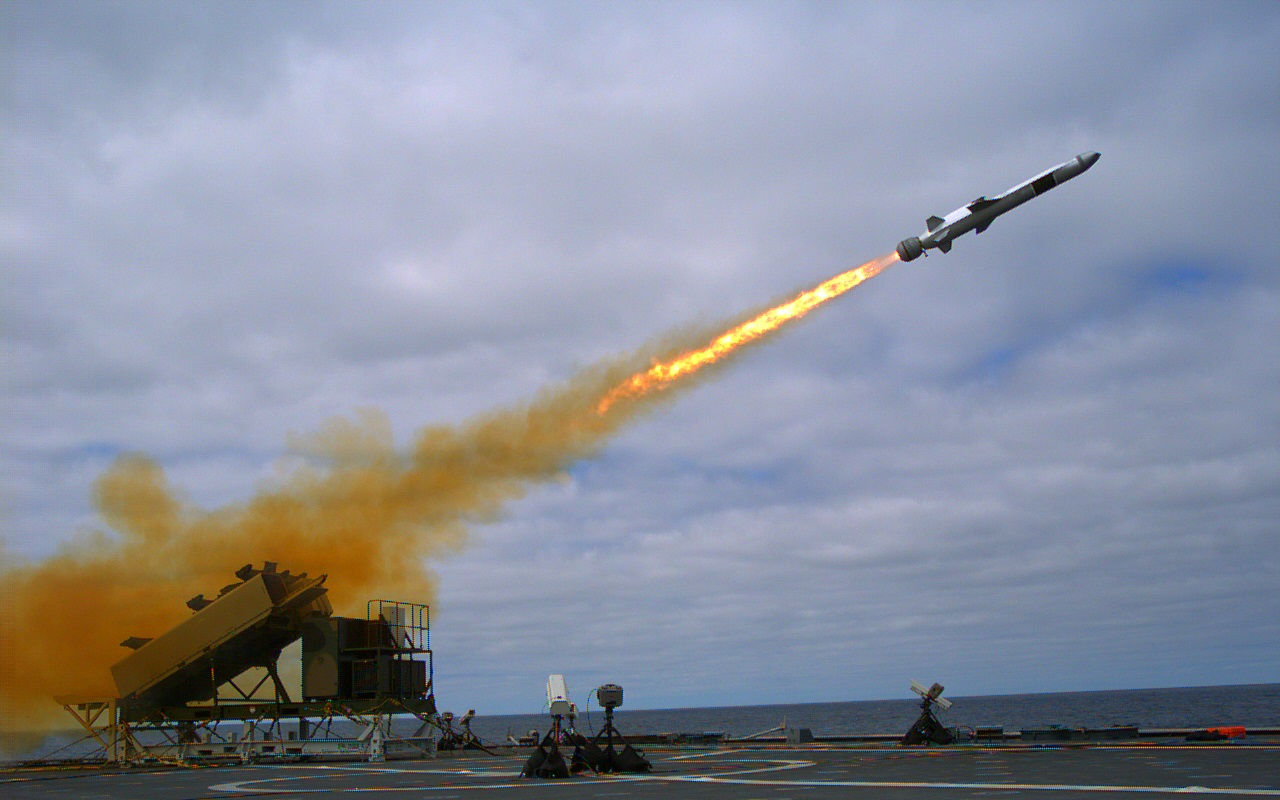
NSM avfyrat från skepp i 2014.

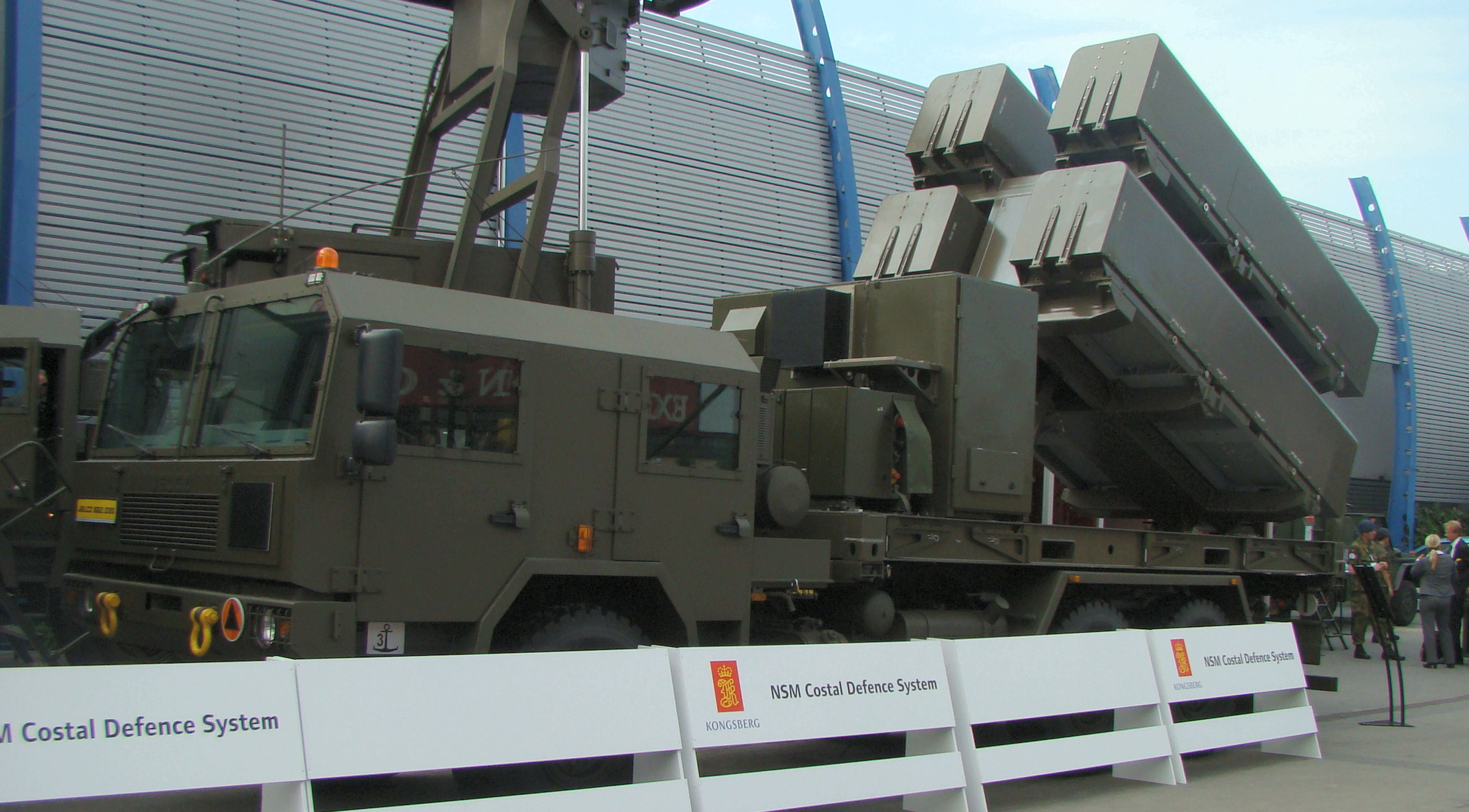
Kustförsvar:. Polsk lastbil med NSM i 2011.

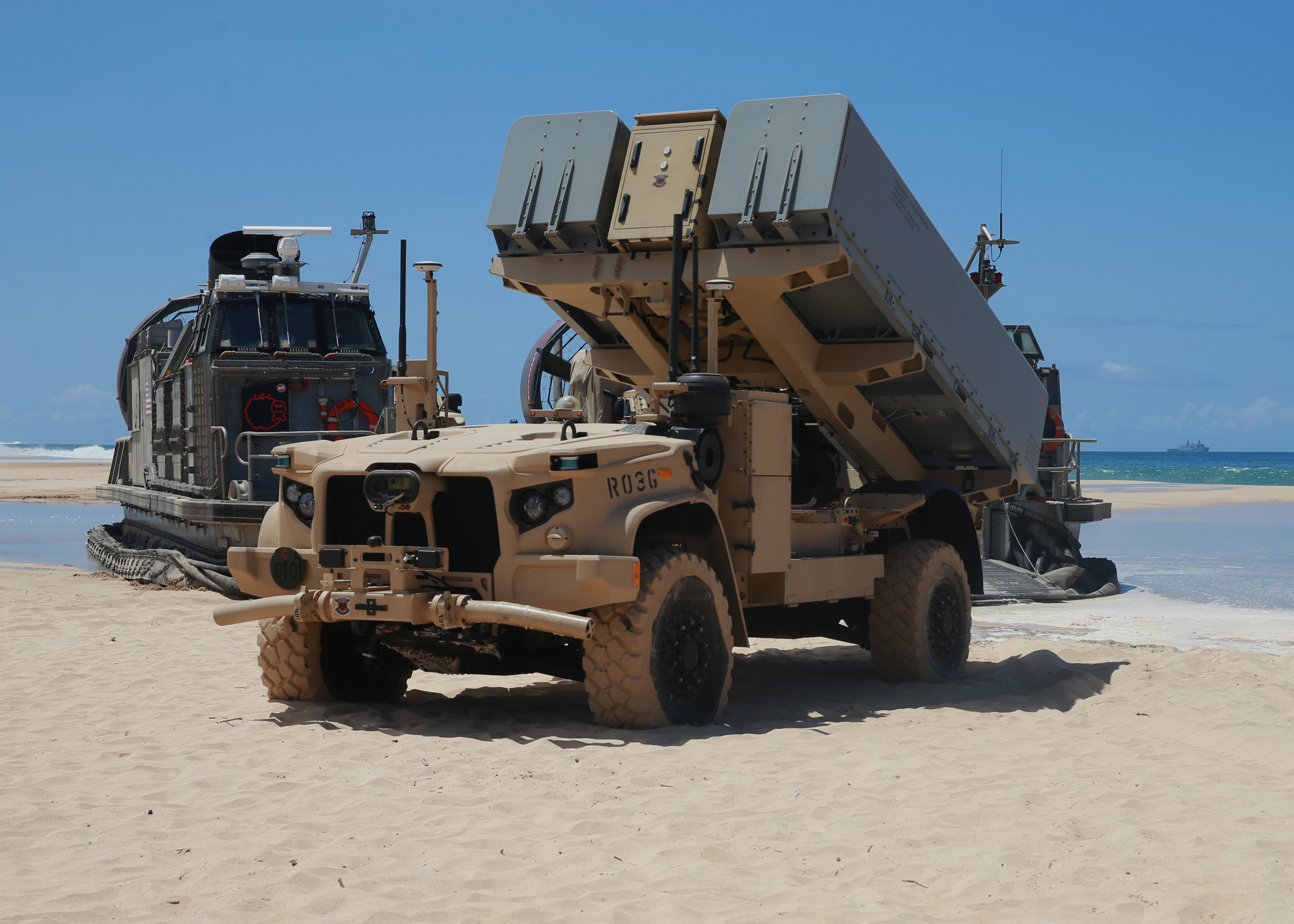
Kustförsvar: Obemannad amerikanska Oshkosh L-ATV med NSM i 2021.

NSM (konventionell typ)
Ursprunglig variant i serieproduktion för bruk från skepp mot sjömål, men blev fr.o.m 2016 också operativt som kryssarrobot mot landmål.
NSM CDS ("coastal defence system")
Kustförsvarssystem där robotarna avfyras från lastbilar eller JLTV-vagnar, annars stort lik konventionell typ. Används i Polen (kontrollsystemet är här det samma som NASAMS alt. "Norwegian Advanced Surface-to-Air Missile System"), USA (US Marines) och kontrakt undertecknat för Rumänien.
Joint Strike Missile
Variant utvecklad för avfyring från flygplan, särskilt utvecklade för Lockheed Martin F-35 Lightning II. Enligt KDA är JSM den enda 5'e  generations kryssarrobot som får plats i F-35s interna vapenstationer. Två stycken kan laddas internt, medan 4 kan bäras under vingarna.  Projektet är finansierat av Norge och Australien. Integration av roboten på norska F-35A fly var planerat genomförd i perioden 2022–2024, med mål att Luftforsvaret skall uppnå full operativ förmåga (FOC) i 2025. Luftforsvaret var förväntad att ta emot de första operativa roboterna 2023, men leveranserna började först i april 2025.
NSM-AL ("air launched")
Version för avfyring från helikoptrar och droner (UAV). Indien önskade NSM integrering då de beställde 24 MH-60Rhelikoptrar i maj 2020

### Potentiell variant
NSM-SL ("submarine launch")
På mässan MSPO 2017 blev en ubåtversion av NSM utställd. I samband med Norges planering för anskaffande av nya ubåtar (Type 212CD) blev detta bedömt, men i 2021 blev det offentliggjort som avslutat. Spanien har visat intresse för den här versionen för sina S-80 Plus ubåtar.